# Jane Monheit
Jane Monheit est une chanteuse de jazz américaine née le 3 novembre 1977 à Oakdale (État de New York), sur l'île de Long Island. Elle a collaboré avec des artistes comme Michael Bublé et deux de ses albums ont été nommés aux Grammy Awards.

## Parcours
Jane Monheit commence à chanter professionnellement à la Connetquot High School et est diplômée en 1995. À l'âge de 17 ans, elle commence à étudier à la Manhattan School of Music de New York sous le tutorat de Peter Eldridge. Elle obtient son Baccalauréat de Musique en 1999. À 20 ans, elle remporte le premier prix du concours vocal du Thelonious Monk Institute of Jazz.
Sa voix a été comparée à celle d'Ella Fitzgerald, qu'elle cite parmi ses influences. Son style musical mélange jazz, pop traditionnelle et rythmes latino-américains, notamment brésiliens. Son 4e album, Taking A Chance On Love, a atteint la première place du classement Billboard Jazz et est entré directement dans le Billboard Hot 100 dès la semaine de sa sortie.
Elle enseigne également et a, entre autres, comme élève la chanteuse de jazz Lauren Henderson.

## Discographie

### Albums Studio
| 2000 |  | Never Never Land                |  |
| 2001 |  | Come Dream with Me              |  |
| 2002 |  | In the Sun                      |  |
| 2004 |  | Taking a Chance on Love         |  |
| 2005 |  | The Season                      |  |
| 2007 |  | Surrender                       |  |
| 2008 |  | The Lovers, the Dreamers and Me |  |
| 2010 |  | Home                            |  |
| 2013 |  | The Heart of the Matter         |  |

### Albums Live
| 2003 |  | Live at the Rainbow Room |  |

### Compilations
| 2005 |  | The Very Best of Jane Monheit |  |
| 2008 |  | Best of Jane Monheit          |  |